# Якоб Арміній
Якоб Арміній (лат. Jacobus Arminius; наст. ім'я Якоб Германзен; 10 жовтня 1560, Аудеватер — 19 жовтня 1609, Лейден) — нідерландський протестантський богослов.

## Біографія
Якоб Арміній народився в Аудеватері (Утрехт). По завершенні навчання в Лейденському та Женевському університетах 1588 року став пастором Голландської реформатської церкви в Амстердамі, а в 1603 році — професором теології Лейденського університету. Практично відразу після прийняття кафедри у нього розпочалася теологічна суперечка з Франціскусом Гомарусом, який також був професором теології в Лейдені, з питання про визначення. Після багатьох і гарячих дебатів в 1608 році в Гаазі призначений був релігійний диспут перед Генеральними штатами Голландії та Західної Фрісландії, між Гомарусом і Армінієм. Диспут цей так і не привів до угоди сторін.
У 1590 році Арміній одружився з Єлизаветою Реел, дочкою одного з найвпливовіших людей Голландії. Помер в Лейдені.
Армінієм був створений ряд робіт, в яких він полемізував з вченням кальвіністів з питання порятунку душі. Найбільш гостро свої розбіжності з кальвіністами з даного питання були сформульовані в трактаті 1608 року «Оголошення думок». Тут Арміній уточнив тезу про вибірковість Бога при призначенні людей до спасіння: врятуються ті віряни, які прийняли, що Бог дав Ісуса Христа як посередника, і в очах Бога щиро покаялися. З цього випливало, що людина здатна своєю вільною волею звернутися по спасіння.
Попри розбіжності в поглядах з кальвіністами, Я. Білефельд до кінця життя залишався в реформатській церкві.
Погляди Армінія знайшли розуміння серед частини голландського суспільства, внаслідок чого навколо нього сформувалася група прихильників, що іменувалися армініанами. Уже після смерті свого засновника, в 1610 році армініани подали церковній владі уявлення (remonstrantia), яке стало основним викладом вчення армініан (ремонстрантів).
Ремонстранти розкритикували п'ять пунктів кальвіністського вчення:
1. про подвійне приречення — до спасіння або смерті — в результаті вільного акту божественної волі;
2. про те, що обраний неодмінно спасеться, а засуджений — загине;
3. про те, що Христос помер тільки через вибраних до спасіння;
4. про те, що Бог дає благодать тільки обраним до спасіння;
5. про те, що отримали рятує благодать ніколи її втрачають.

Після засудження даного вчення на яке відбулося в 1618—1619 роках реформатському синоді в Дордрехті, армініан відсторонили від церковних посад і репресували. У Нідерландах і ряді інших європейських держав дана конфесія збереглася до теперішнього часу і налічує кілька тисяч осіб. Істотно вплинули армініанські доктрини й на формування богослов'я загальних баптистів, баптистів вільної волі, Армії Спасіння, методистів (Джон Уеслі видавав журнал «Армініанин») і Церква Христа (в жодному разі не Об'єднаної Церкви Христа, яка до них не належить). Попри визнання армініанами принципу Синергії та вчення Іоанна Касіяна і їх близькість до навчання Високої Англіканської Церкви, з якою Російська православна церква вела переговори про канонічну єдність з часів Івана Грозного і до 90-х років минулого століття, які не перебувають під впливом близького до армініанства Філіпа Меланхтона (такі богослови були в Синодальний період) православні богослови не обмежувалися критикою кальвінізму, подібно армініанам, а завжди підкреслювали необхідність «справи» для Порятунку.
Вчення Армінія справило значний вплив на розвиток протестантської богословської та філософської думки, включаючи таких її представників, як Джон Уеслі і Гуго Гроцій.

## посилання
- Білефельд   / Л. Н. Мітрохін   // Нова філософська енциклопедія   : В 4 т.   / Попер. наук.-ред. ради В. С. Стьопін .   — 2-е изд., Испр. і доп.   — М.   : Думка , 2010 року.   — 2816   с.
- армініанство   / І. Р. Л   // Велика російська енциклопедія   : [В 35 т.]   / Гл. ред. Ю. С. Осипов .   — М.   : Велика російська енциклопедія, 2004—2017.
- Білефельд Яків / / Енциклопедичний словник Брокгауза і Ефрона: В 86 т. (82 т. І 4 доп.).   — СПб. , 1890—1907.
- Роберт Годфрі, «Ким був Яків Арминий?»